# Statul Harari
Regiunea Harari (harari: ሀረሪ ሁስኒ; amharică ሐረሪ ክልል; Oromo Hararii Naannoo), oficial Statul Național Regional al Poporului Harari (harari: ዚሀረሪ ኡምመት ሁስኒ ሁኩማ; amharică የሐረሪ ሕዝብ ብሔራዊ ክልላዊ መንግሥት), este un stat regional din estul Etiopiei, locuit de poporul Harari. Denumită anterior Regiunea 13, capitala sa este Harar, iar regiunea cuprinde orașul și împrejurimile sale imediate. Regiunea Harari este cel mai mic stat regional din Etiopia, atât ca suprafață, cât și ca populație. Harari și Oromo sunt cele două limbi oficiale ale regiunii. Regiunea a fost creată prin separarea woredei Hundane de Zona Hararghe de Est. Ca urmare, regiunea Harari este o enclavă în Oromia, iar Harar încă servește drept centru administrativ al zonei Hararghe de Est.

## Demografie
Grupurile etnice din Harari
     Oromo (56,41%)
     Amhara (22,77%)
     Harari (8,65%)
     Gurage (4,34%)
     Somalezi (3,87%)
     Tigrini (1,53%)
     Argobba (1,26%)
     alții (1,17%)

### Religie
Religia în Harari (2007)
     Musulmani (69%)
     Ortodocși etiopieni (27,1%)
     Protestanți (3,4%)
     Credințe tradiționale (0,1%)
     Catolici (0,3%)
     Alții (0,1%)